# Лучанский, Андрей Ремович
Андрей Ремович Лучанский — тренер-преподаватель по хоккею, первый тренер форварда Кирилла Капризова. Тренер-преподаватель высшей квалификационной категории.

## Биография
Андрей Лучанский занимался хоккеем под руководством заслуженного тренера Анатолия Михайловича Окишева.
Тренер Андрей Лучанский получил высшее образование в Новокузнецком педагогическом институте. Проходил профессиональную переподготовку в Сибирском государственном университете физической культуры и спорта по специальности «физическая культура и спорт». Занимался с группами начальной подготовки, в которой тренировались дети разного возраста.
Тренер Андрей Лучанский первым обратил внимание на Кирилла Олеговича Капризова и стал его тренировать, когда ему было около 7-8 лет. Спортсмен уже в детстве выделялся характером и целеустремленностью, которая постепенно развивалась и увеличивалась. Спортсмен слушал, что советовал тренер, и исправлял недочеты в игре по много часов, пока не видел положительный результат. Кирилл Капризов говорил, что тренер был ему, как второй отец. В январе 2018 года, после включения в состав сборной России, Капризов в знак уважения и благодарности, подарил своему первому тренеру кроссовер «Hyundai Creta».
Один из первых тренеров Александра Шевченко — он тренировал спортсмена, когда ему было 10 лет.
Работал в Новокузнецке. В 2015 году переехал в Екатеринбург, где работает тренером в ДЮСШ «Факел».
10 мая 2011 года получил «Благодарность Министра спорта, туризма и молодежной политики Российской Федерации». 30 декабря 2015 года награжден Почетной грамотой Министерства спорта Российской Федерации.